# A Knight of the Seven Kingdoms
A Knight of the Seven Kingdoms (en español, Un caballero de los Siete Reinos) es una próxima serie de televisión estadounidense de fantasía y drama creada por George R. R. Martin. Desarrollada como precuela de Game of Thrones (2011–2019), será la tercera entrega adaptada de la Canción de hielo y fuego de Martin y se basará en las noveletas Cuentos de Dunk y Egg. Estará protagonizada por Peter Claffey en el papel de Duncan, el caballero titular, y Dexter Sol Ansell como Egg.
La primera temporada de la serie contará con seis episodios que se estrenarán en HBO y HBO Max en 2026.

## Elenco y personajes

### Principales
- Peter Claffey como Dunk / Duncan el Alto: un caballero errante de origen humilde.
- Dexter Sol Ansell como Egg / Aegon Targaryen: un príncipe de la dinastía Targaryen y escudero de Duncan.
- Finn Bennett como Aerion Targaryen: un príncipe de la dinastía Targaryen y el hermano mayor de Egg.
- Bertie Carvel como Baelor Targaryen: el heredero del Trono de Hierro, la Mano del Rey de Daeron II y el tío Egg.
- Tanzyn Crawford como Tanselle: una titiritera dorniense.
- Daniel Ings como Lyonel Baratheon: un caballero conocido como «Tormenta de risas» y el heredero de la Casa Baratheon.
- Sam Spruell como Maekar Targaryen: el hermano menor de Baelor y padre de Egg.

### Invitados
- Ross Anderson como Humfrey Hardyng: un caballero de la Casa Hardyng.[cita requerida]
- Edward Ashley como Steffon Fossoway: un caballero de la Casa Fossoway.
- Henry Ashton como Daeron «El Borracho» Targaryen: el hermano mayor de Egg y Aerion.
- Youssef Kerkour como Steely Pate: un herrero del Dominio.
- Daniel Monks como Manfred Dondarrion: un caballero de la Casa Dondarrion.
- Shaun Thomas como Raymun Fossoway: el primo y escudero de Steffon.
- Tom Vaughan-Lawlor como Plummer: el mayordomo del Señor Ashford.
- Steve Wall como Leo Tyrell: el Señor de Altojardín.[cita requerida]
- Danny Webb como Arlan de Pennytree: un caballero erudito y mentor de Dunk.

## Producción

### Desarrollo

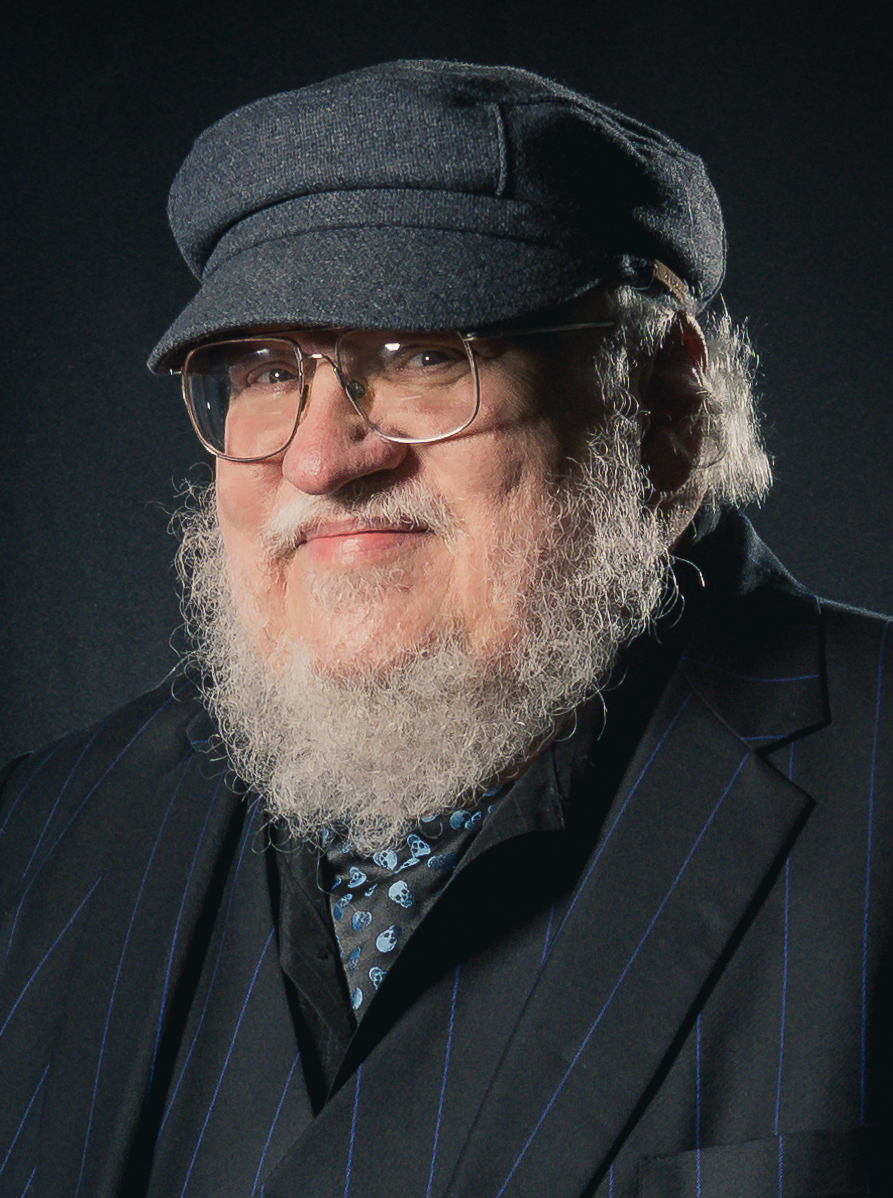
El creador de la serie y productor ejecutivo George R. R. Martin.

HBO anunció que estaba desarrollando una nueva serie de televisión precuela de Game of Thrones (2011–2019) en enero de 2021. Sigue las aventuras de Duncan el Alto y un joven Aegon V Targaryen, apodado Egg, y se basa en las noveletas de George R. R. Martin que constituyen los Cuentos de Dunk y Egg, que tienen lugar 90 años antes de la Canción de hielo y fuego. En noviembre de 2021 se informó de que Steven Conrad había sido contratado para escribir para la serie y HBO ordenó su producción en abril de 2023. Para entonces, Ira Parker, una escritora de la primera temporada de La casa del dragón (2022–presente) , ya había escrito el guion de un episodio piloto. El castin comenzó en octubre de 2023 y estaba previsto que la filmación lo hiciera en 2024. En febrero de ese año, el director ejecutivo de Warner Bros. Discovery, David Zaslav, confirmó que la serie había comenzado la preproducción y que Martin fungiría como creador y productor ejecutivo.
En mayo de 2024, Owen Harris fue contratado para dirigir los tres primeros episodios y servir como productor ejecutivo, marcando el tono de la serie. Ese junio, Sarah Adina Smith fue anunciada para dirigir tres de los seis episodios de la primera temporada.

### Castin
En abril de 2024 se anunció que los papeles principales serían interpretados por Peter Claffey como Duncan el Alto y Dexter Sol Ansell como Egg. En junio de ese año, se anunció que Finn Bennett, Bertie Carvel, Tanzyn Crawford, Daniel Ings y Sam Spruell se habían unido al elenco como Aerion Targaryen, Baelor Targaryen, Tanselle, Lyonel Baratheon y Maekar Targaryen, respectivamente. En agosto, Edward Ashley, Henry Ashton, Youssef Kerkour, Daniel Monks, Shaun Thomas, Tom Vaughan-Lawlor y Danny Webb se incorporaron al elenco como Steffon Fossoway, Daeron Targaryen, Steely Pate, Manfred Dondarrion, Raymun Fossoway, Plummer y Arlan de Pennytree, respectivamente.

### Filmación
La producción comenzó en junio de 2024 en Belfast (Irlanda del Norte) y finalizó ese septiembre.

## Lanzamiento

### Emisión
La primera temporada de la serie se estrenará en HBO y HBO Max a inicios de 2026 y constará de seis episodios. Originalmente estaba planeada para estrenarse a finales de 2025.

### Mercadotecnia
El 4 de agosto de 2024, HBO publicó la primera vista previa de la serie, como parte del anuncio de la cadena de sus próximos programas originales. Ese 11 de noviembre, HBO publicó un «primer vistazo» de la serie.